# クランチ (アルバム)
『クランチ』（Crunch）は、アメリカ合衆国のヘヴィメタル・バンド、インペリテリが2000年に発表したスタジオ・アルバム。フル・レングスのスタジオ・アルバムとしては6作目に当たる。

## 解説
以前からバンドのツアー・ドラマーを務めてきたグレン・ソーベルが、正式メンバーとしてレコーディングに参加した。ボーカリストのロブ・ロックは、本作の音楽性について「よりヘヴィでダークなサウンドを得るために、楽器のチューニングを下げた。このアルバムで、インペリテリの伝統を引き継ぎながら、面白味のある新しい要素を加えてみたのさ」と説明している。
イギリスのレーベル「ドリーム・キャッチャー」からは、1996年のアルバム『スクリーミング・シンフォニー』と抱き合せた2枚組CDとして発売され、ディスク1に収録された本作は曲順が変更されて、更に「フォエヴァー・ユアーズ」と「テキサス・ニュークリア・ブギー」が外された代わりに「Freak Show」が追加された。

## 収録曲
5. 9.はインストゥルメンタルで、クリス・インペリテリ作曲。その他の曲は作詞：ロブ・ロック／作曲：クリス・インペリテリ。
1. ビウェア・オブ・ザ・デヴィル - "Beware of the Devil" - 3:54
2. ターン・オブ・ザ・センチュリー - "Turn of the Century" - 4:31
3. スピード・ディーモン - "Speed Demon" - 3:20
4. ウェイク・ミー・アップ - "Wake Me Up" - 4:55
5. スパニッシュ・ファイア - "Spanish Fire" - 3:35
6. スレイ・ザ・ドラゴン - "Slay the Dragon" - 4:41
7. ウェイステッド・アース - "Wasted Earth" - 4:16
8. フォエヴァー・ユアーズ - "Forever Yours" - 4:30
9. テキサス・ニュークリア・ブギー - "Texas Nuclear Boogie" - 3:00
10. フィア・ノー・イーヴル - "Fear No Evil" - 3:50

## 参加ミュージシャン
- クリス・インペリテリ - ギター
- ロブ・ロック - ボーカル
- エドワード・ハリス・ロス - キーボード
- ジェイムス・アメリオ・プーリ - ベース
- グレン・ソーベル - ドラムス